# خانه اقبالی
خانه اقبالی مربوط به اواخر دوره قاجار است و در سده، داخل شهر واقع شده و این اثر در تاریخ ۷ مهر ۱۳۸۱ با شمارهٔ ثبت ۶۴۲۸ به‌عنوان یکی از آثار ملی ایران به ثبت رسیده است.